# 塔氏歐白魚
塔氏歐白魚（学名：Alburnus tarichi）為輻鰭魚綱鯉形目雅羅魚科歐白魚屬的其中一種，分布於亞洲土耳其凡湖流域，為特有種，體長可達20.2公分，棲息在湖泊底中層水域，每年的五六月份，它會通過湖的支流逆流而上產卵，生活習性不明，在當地可做為食用魚。

## 扩展阅读
- 維基物種上的相關：塔氏歐白魚